# Marockos damlandslag i volleyboll
Marockos damlandslag i volleyboll  representerar Marocko i volleyboll på damsidan. Laget organiseras av Fédération royale marocaine de volley-ball (FRMVB). Det har som bäst blivit två vid afrikanska mästerskapet (1987)